# Federico Fernández González
Federico Fernández González (La Coruña, 2 de febrero de 1956) es un profesor, y botánico español. Desarrolla investigaciones acerca de las relaciones entre la vegetación y el clima en el Sistema Central español.

## Principales publicaciones
- r. Pérez Badia, r. Gavilán, f. Fernández González. 1998. Astragalus sempervirens subsp. muticus (Pau) Laínz y otras novedades florísticas para la sierra de Guadarrama descubiertas en los mármoles del macizo de Peñalara. An. del Jardín Botánico de Madrid, 56(2): 397-398

- r. Gavilán, f. Fernández González, c. Blasi. 1998. Climatic classification and ordination of the Spanish Sistema Central: relationships with potential vegetation. Plant Ecology 139: 1-11

- ---------------, --------------------------. 1997. Climatic discrimination of Mediterranean broad-leaved sclerophyllous and deciduous forests in Central Spain. J. of Vegetation Science 8: 377-386

- f. Fernández González, a. Escudero, a. Rubio, r. Gavilán. 1996. Revisión nomenclatural de la alianza Cistion laurifolii Rivas Goday 1956 y de sus sintáxones subordinados. Lazaroa 16: 172-181

- r. Gavilán, f. Fernández González, s. Rivas-Martínez. 2002. Variaciones bioclimáticas en Madrid: un estudio sobre cambio climático local. Vegetación y Cambios Climáticos: 243-256. Publ. Univ. Almería

- f. Fernández González, j. Loidi, j.c. Moreno Saiz. Contribuyentes: m. del Arco, a. Fernández Cancio, x. Font, c. Galán, h. García Mozo, r. Gavilán, a. Penas, r. Pérez Badia, s. del Río, s. Rivas-Martínez, s. Sardinero, l. Villar. 2006. Impactos sobre la Biodiversidad Vegetal. Capítulo 5. Informe Final. Proyecto ECCE (Evaluación Preliminar de los Impactos en España por Efecto del Cambio Climático) - Director/Coordinador: José Manuel Moreno Rodríguez. Universidad de Castilla-La Mancha

### Libros
- salvador Rivas-Martínez, Federico Fernández González, javier Loidi. 1998. Check-list of the high syntaxa of Spain and continental Portugal (Iberian Peninsula, Balearic and Canary Islands). Folia botanica Matritensis. Ed. Phytosociological Research Center. 23 pp.

- -------------------------------, ---------------------------------. daniel Sánchez-Mata. 1986. Datos sobre la vegetación del sistema central y Sierra Nevada. Volumen 2 de Opuscula botanica pharmaciae complutensis. Ed. Cátedra de Botánica, Fac. de Farmacia, Univ. Complutense. 135 pp.

- 1986. Los bosques mediterráneos españoles. Unidades temáticas ambientales de la Dirección General del Medio Ambiente. 102 pp. ISBN 8474334403

## Honores

### Membresías
- de la Real Academia de las Ciencias Exactas, Físicas y Naturales
- La abreviatura «Fern.Gonz.» se emplea para indicar a Federico Fernández González como autoridad en la descripción y clasificación científica de los vegetales.[1]